# Philoxenos (Mediziner)
Philoxenos war ein griechischer Chirurg, der in Ägypten im 1. Jahrhundert v. Chr. oder möglicherweise auch etwas früher wirkte.
Er wirkte nach Aulus Cornelius Celsus in Ägypten und wahrscheinlich in Alexandria. Er wird im Werk von Celsus und Galen zitiert und gilt als ältester Autor, der in einem Buch fortgeschrittene Techniken der Chirurgie darstellte. Als Autor behandelte er große Bereiche der Chirurgie, neben Traumatologie auch Augenheilkunde (so auch in einem Papyrus Fragment, Cairo Crawford 1), Hals-Nasen-Ohrenkunde, Geschwüre in den Gedärmen und der Gebärmutter. Von ihm sind auch eine Reihe Rezepte erhalten.
Auch der spätere alexandrinische Chirurg und Autor Leonidas von Alexandria bezieht sich auf ihn.